# Колоси Мемнона

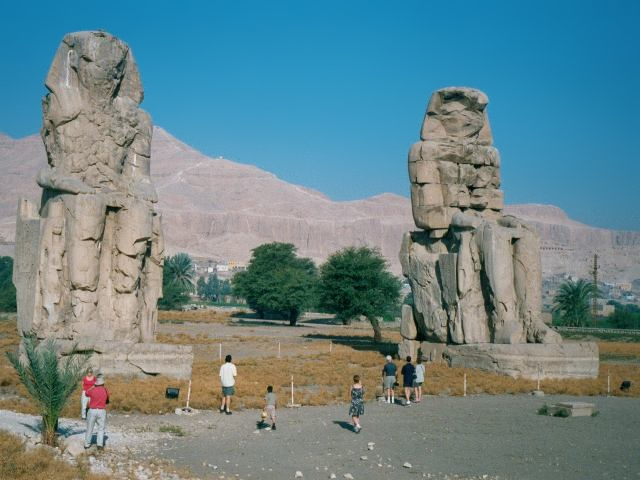

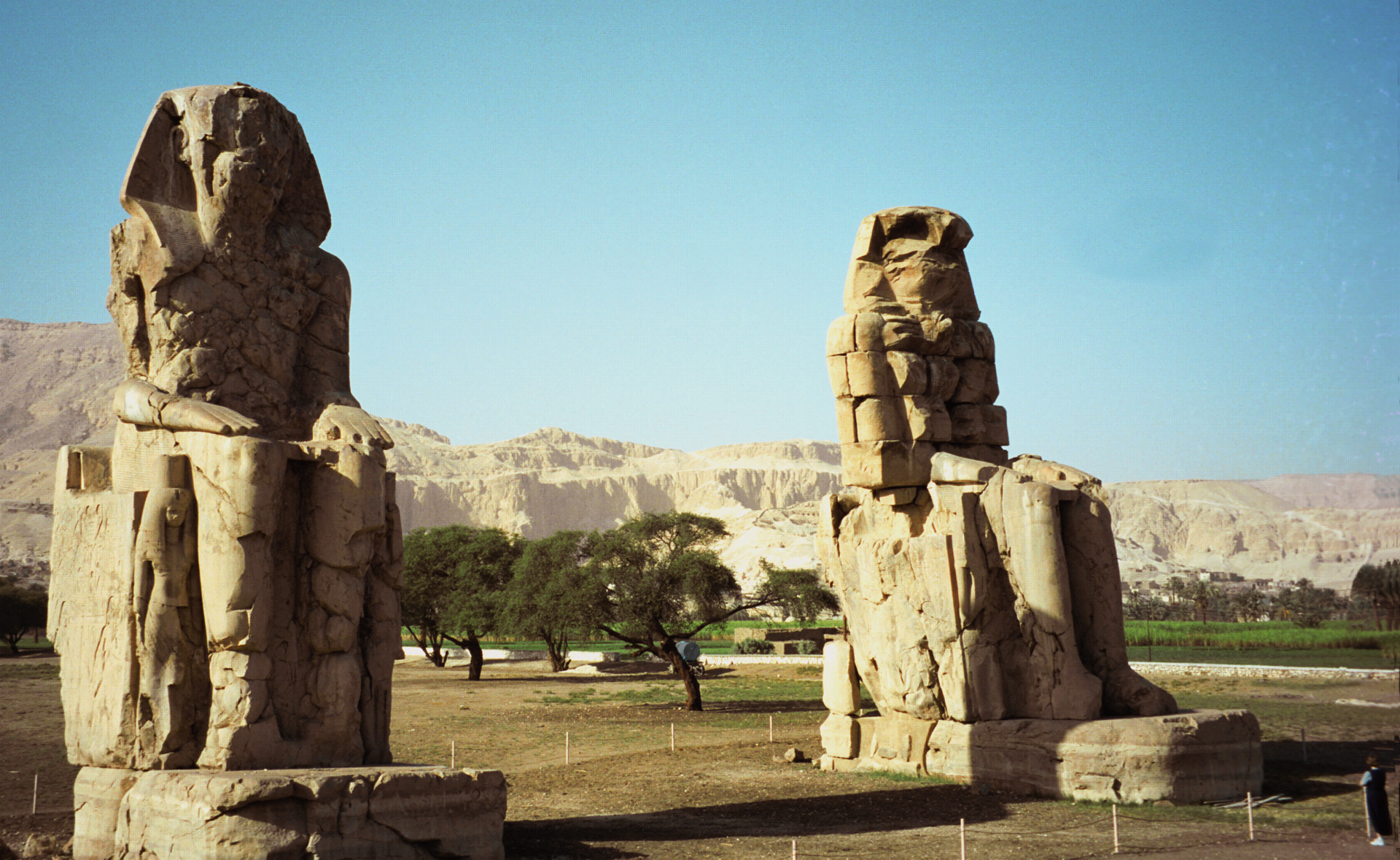

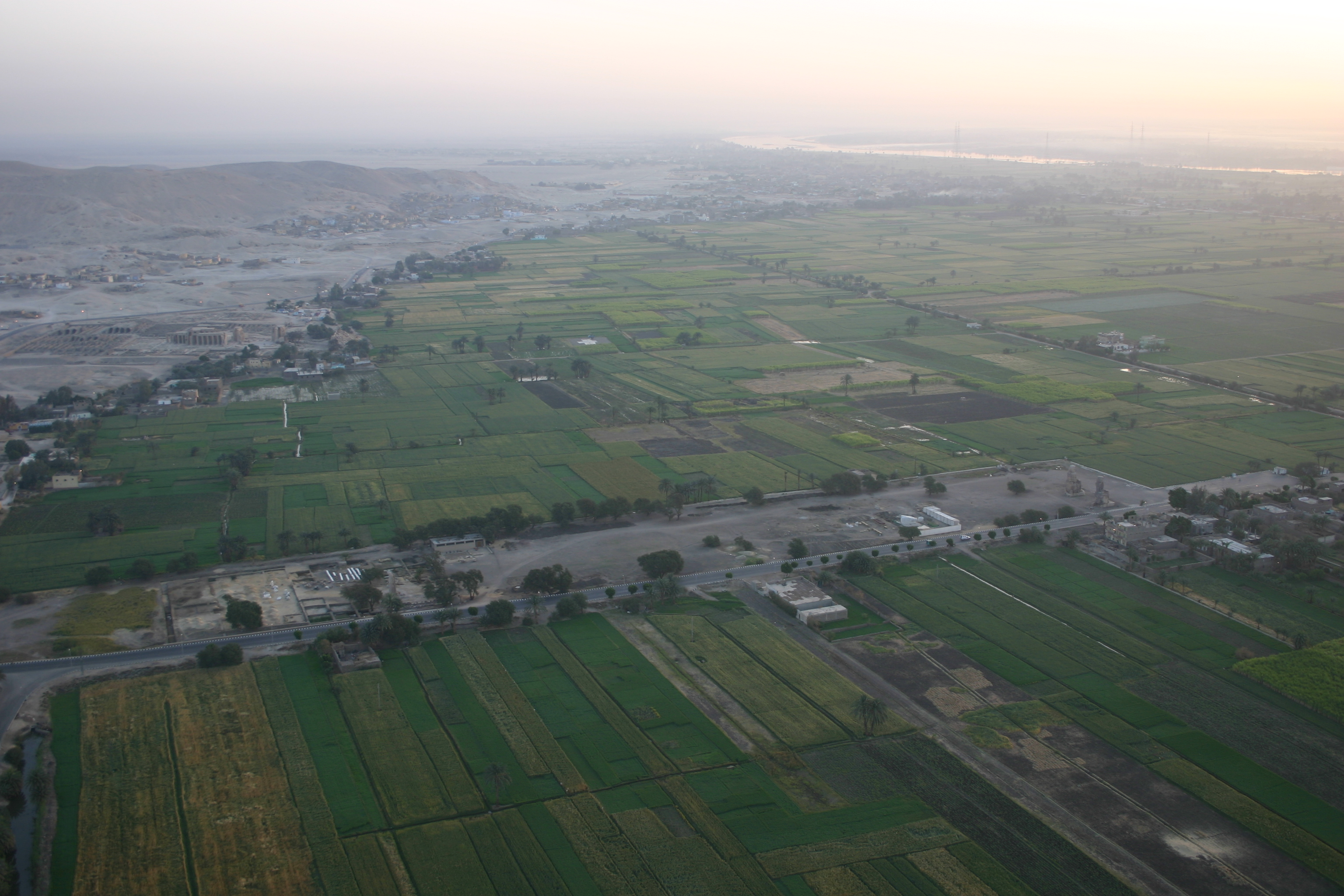
Вид на Поминальний храм Аменхотепа III з висоти пташиного польоту

Колоси Ме́мнона — гігантські статуї Аменхотепа III на західному березі Нілу в Фівах, поруч із сучасним Луксором. Частина комплексу Поминального храму Аменхотепа III.

## Історія
Колоси висічені з жовтого кварциту майже три з половиною тисячоліття тому і стояли, як охоронці, перед входом в поминальний храм фараона Аменхотепа III, який вважався найвеличнішим і найрозкішнішим в усьому Єгипті. Вони зображають сидячого Аменхотепа III. Його руки покладені на коліна, а погляд звернений на схід до річки і світанку Сонця. Дві менші фігури вирізані на передній частині трону уздовж його ніг — це його дружина Tiy і мати Мутемвія. Бічні панелі відображають бога Нілу.
Статуї — це майже двадцятиметрові велетні зі збитими обличчями і потужними торсами. Античні історики охрестили їх по імені сина богині Аврори — Мемнона, який загинув від руки Ахілла під час Троянської війни.
Згідно з історичними даними, північний колос не встояв і був частково зруйнований в результаті землетрусу в 27 до н. е. З тих пір в працях грецьких і римських авторів згадується дивний протяжний звук, що нагадував звучання цитри, який камінь видавав на світанку. Вважалося, що так Мемнон вітав свою матір Аврору, богиню ранкової зорі. Почути голос загиблого героя приїжджали багато мандрівників. Статуї приписували здібності оракула, а її голос вважався знаком прихильності богів.
Після реставрації за наказом римського імператора Септимія Севера статуя замовкла назавжди. Пізніше цьому явищу знайшли  пояснення. Імовірно, звук виникав від вітру, що обвіював тріщини монументу, або від вібрацій, що відбувалися під впливом дії тепла на прохолодний камінь.

## Галерея

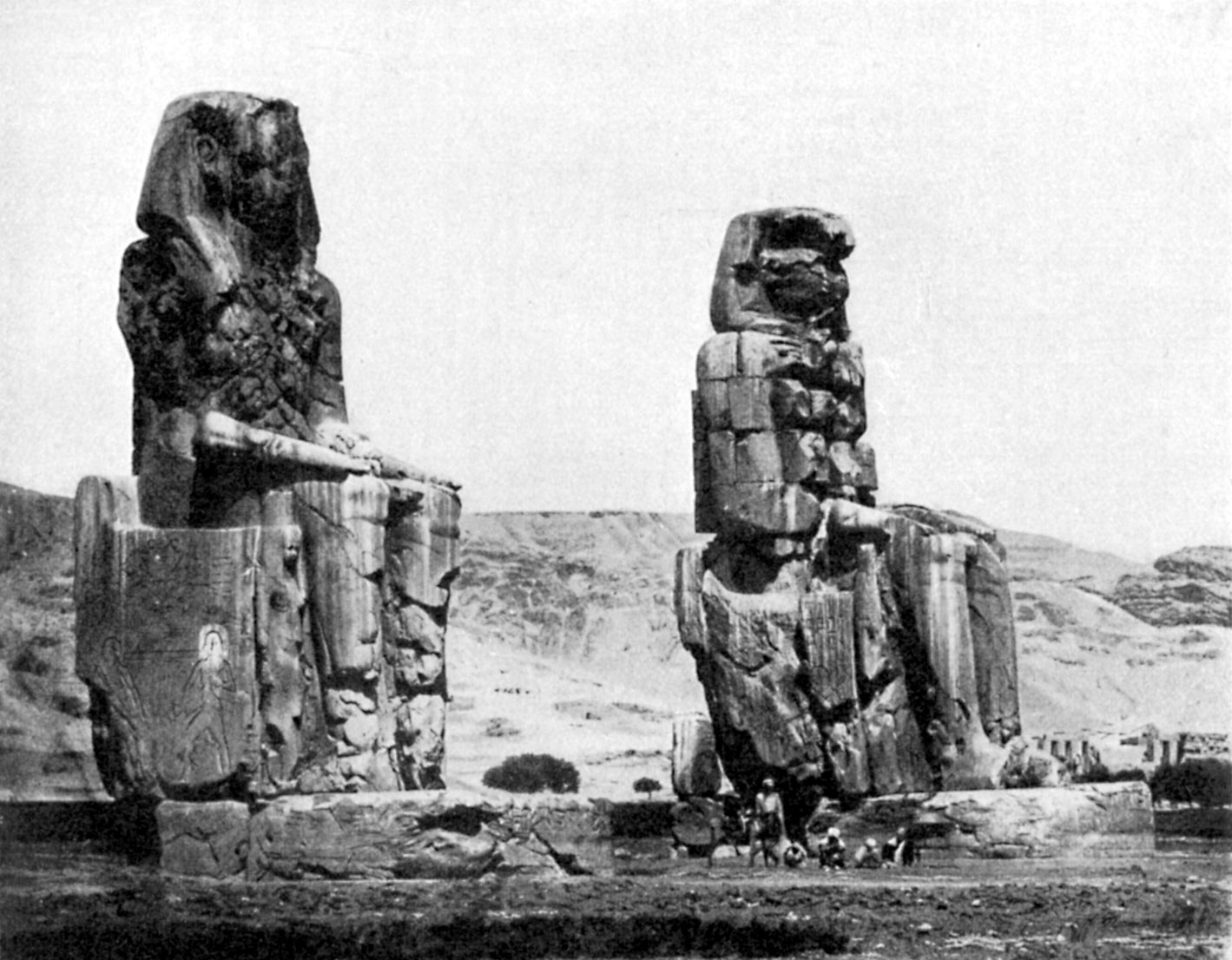
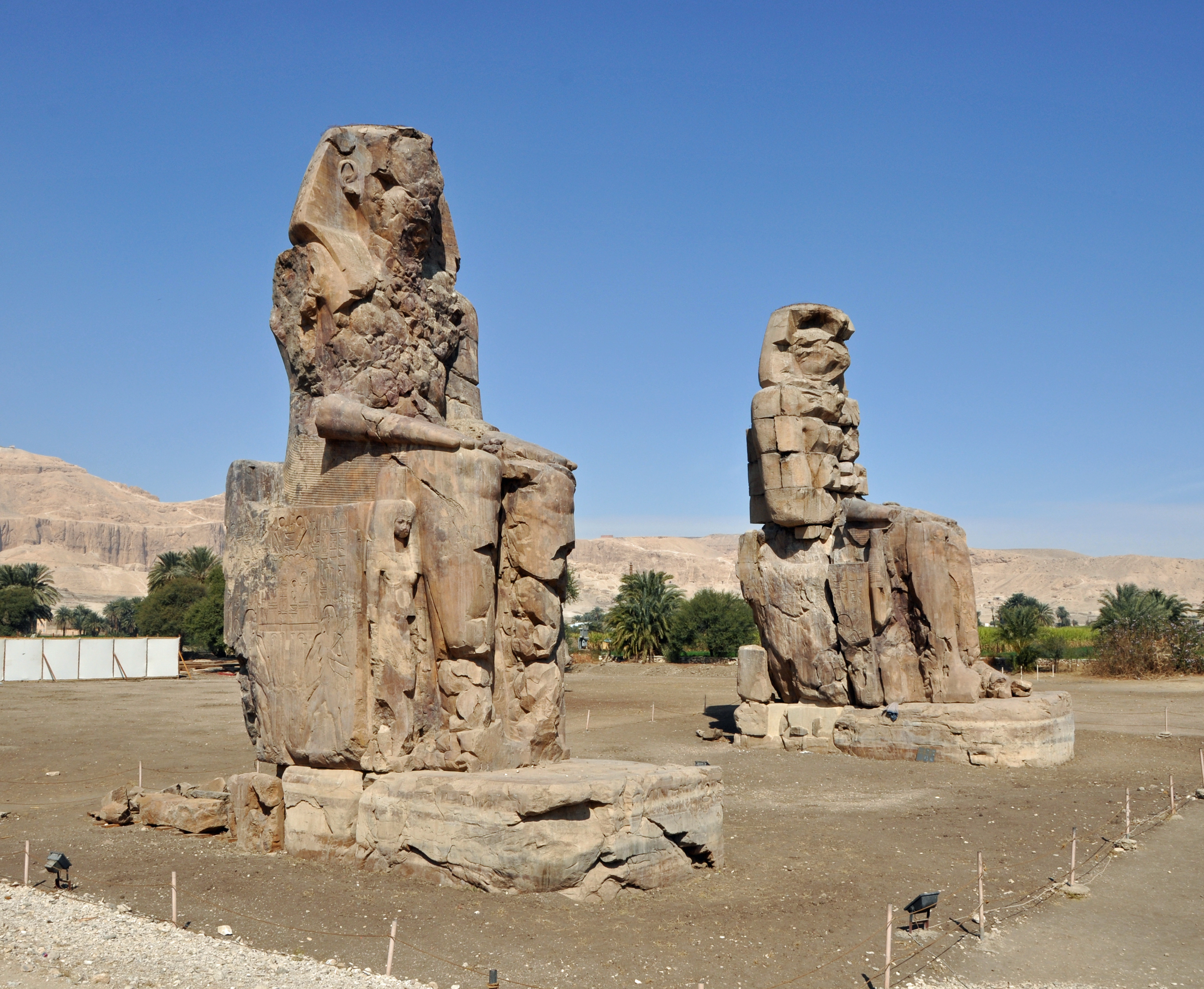
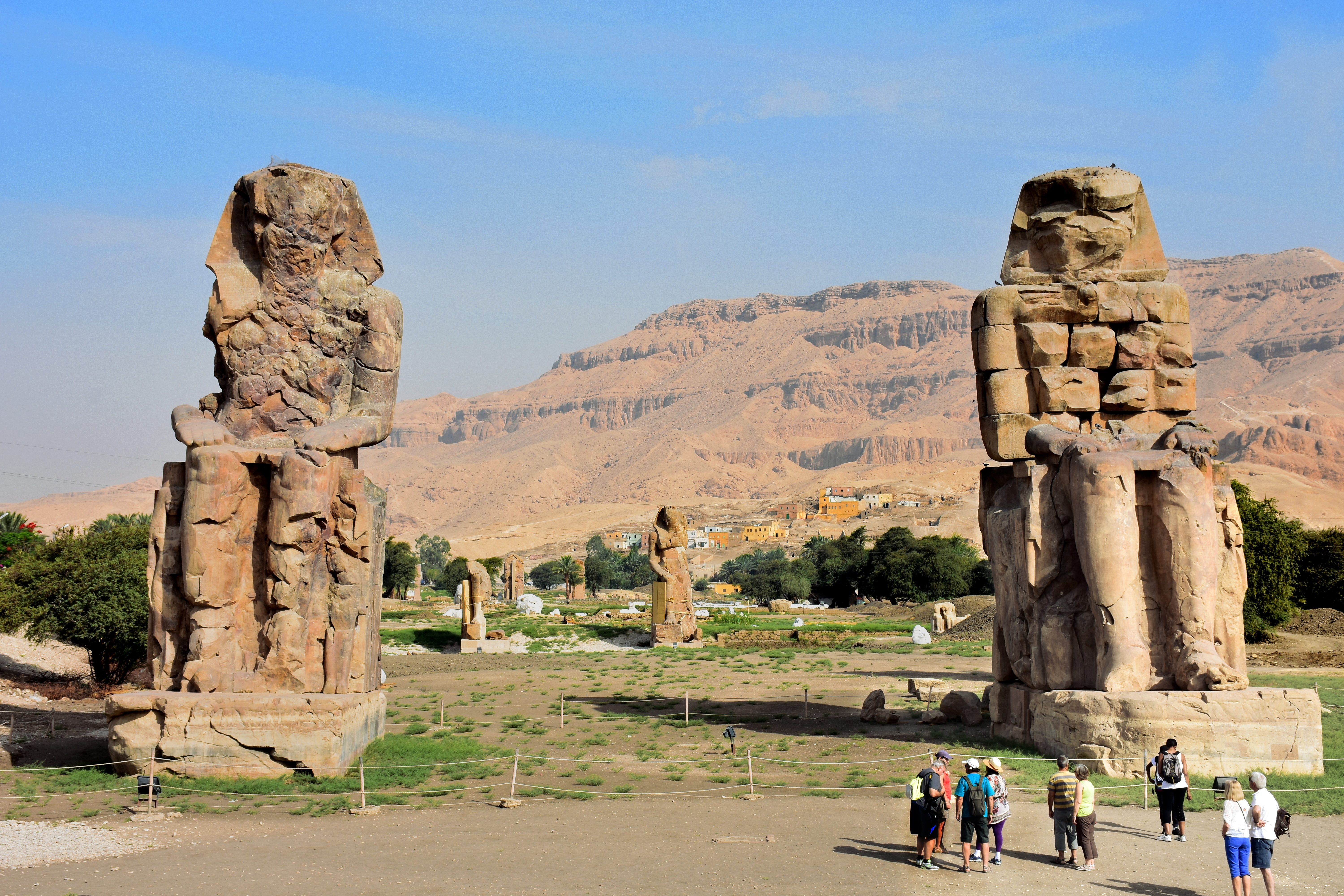
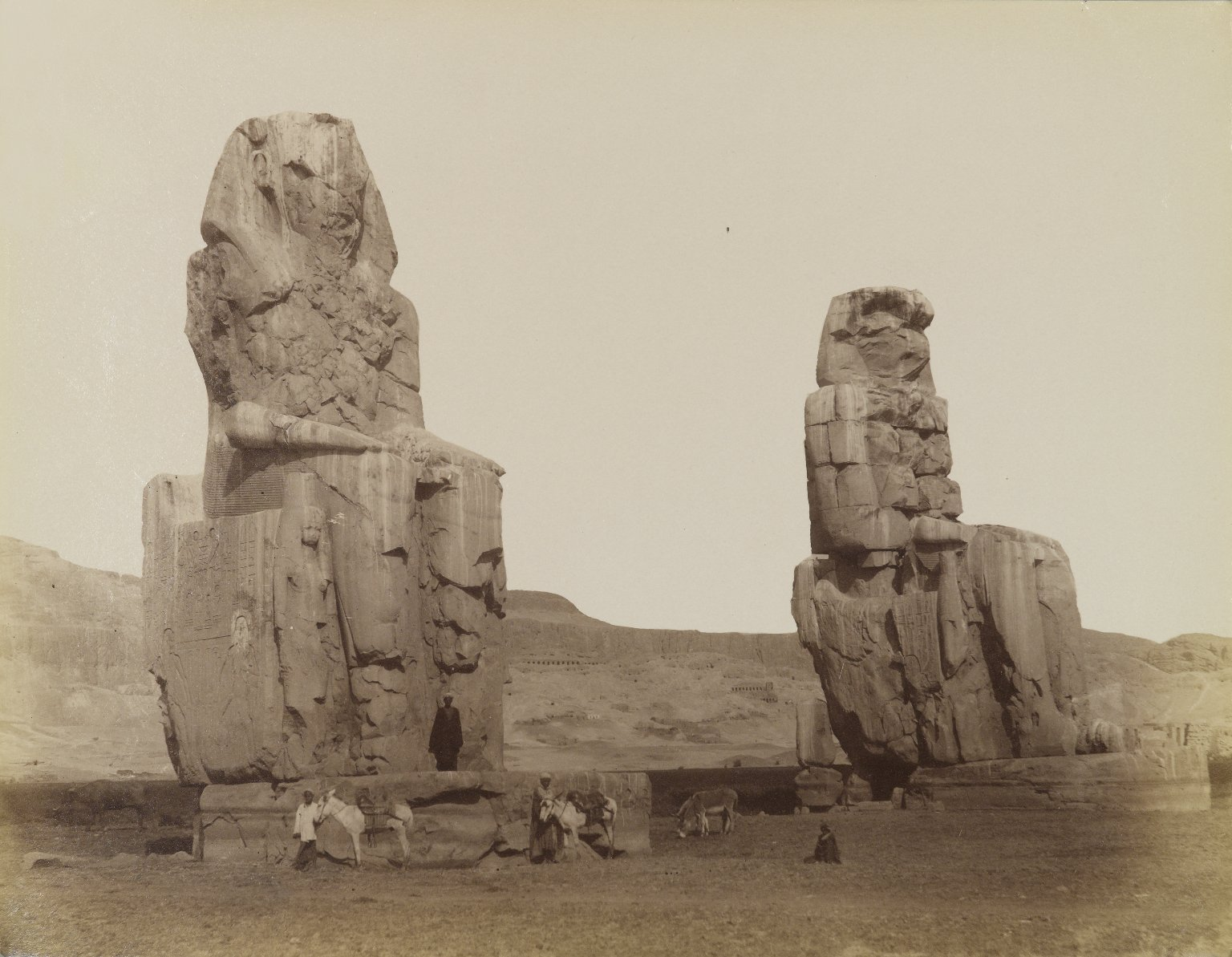
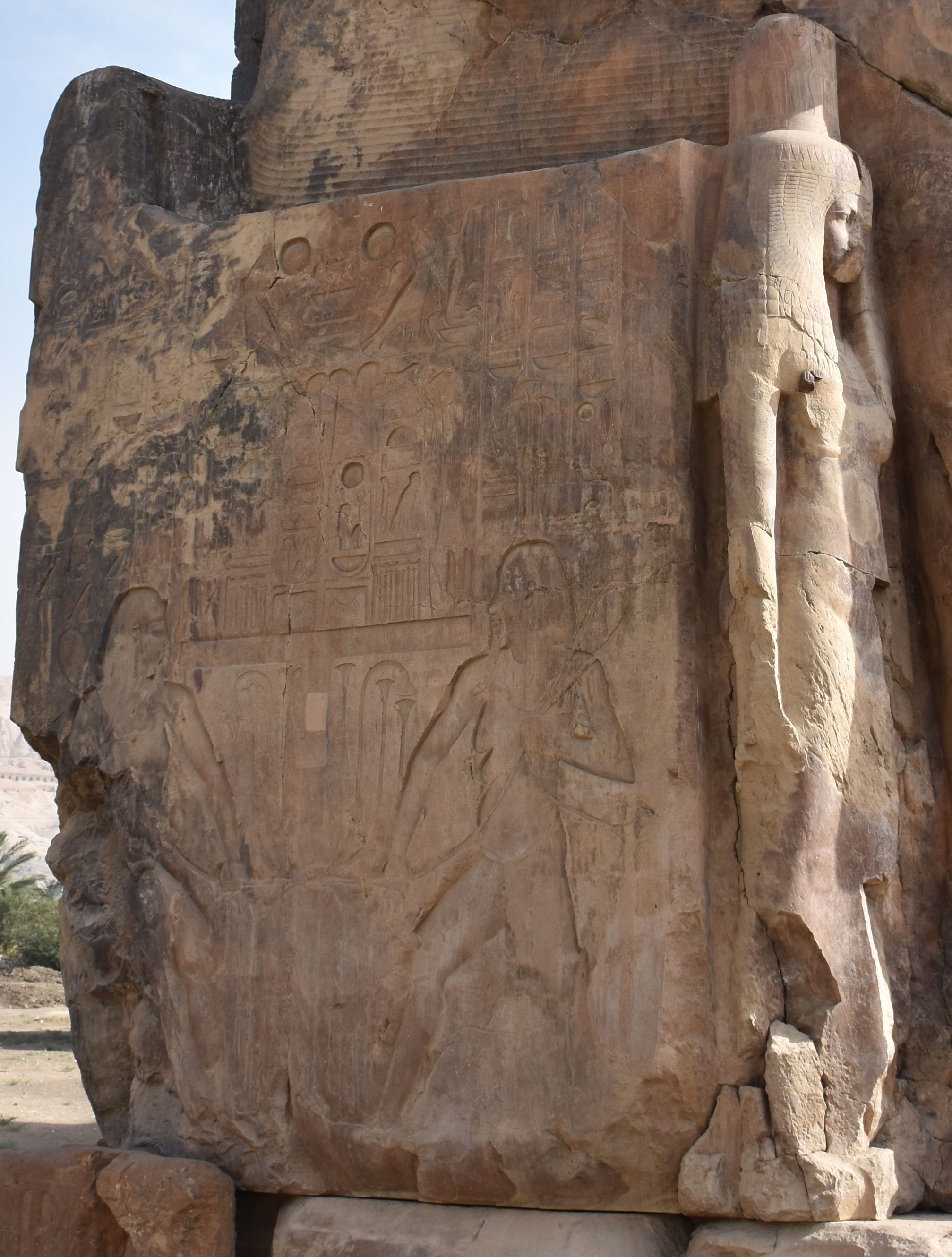
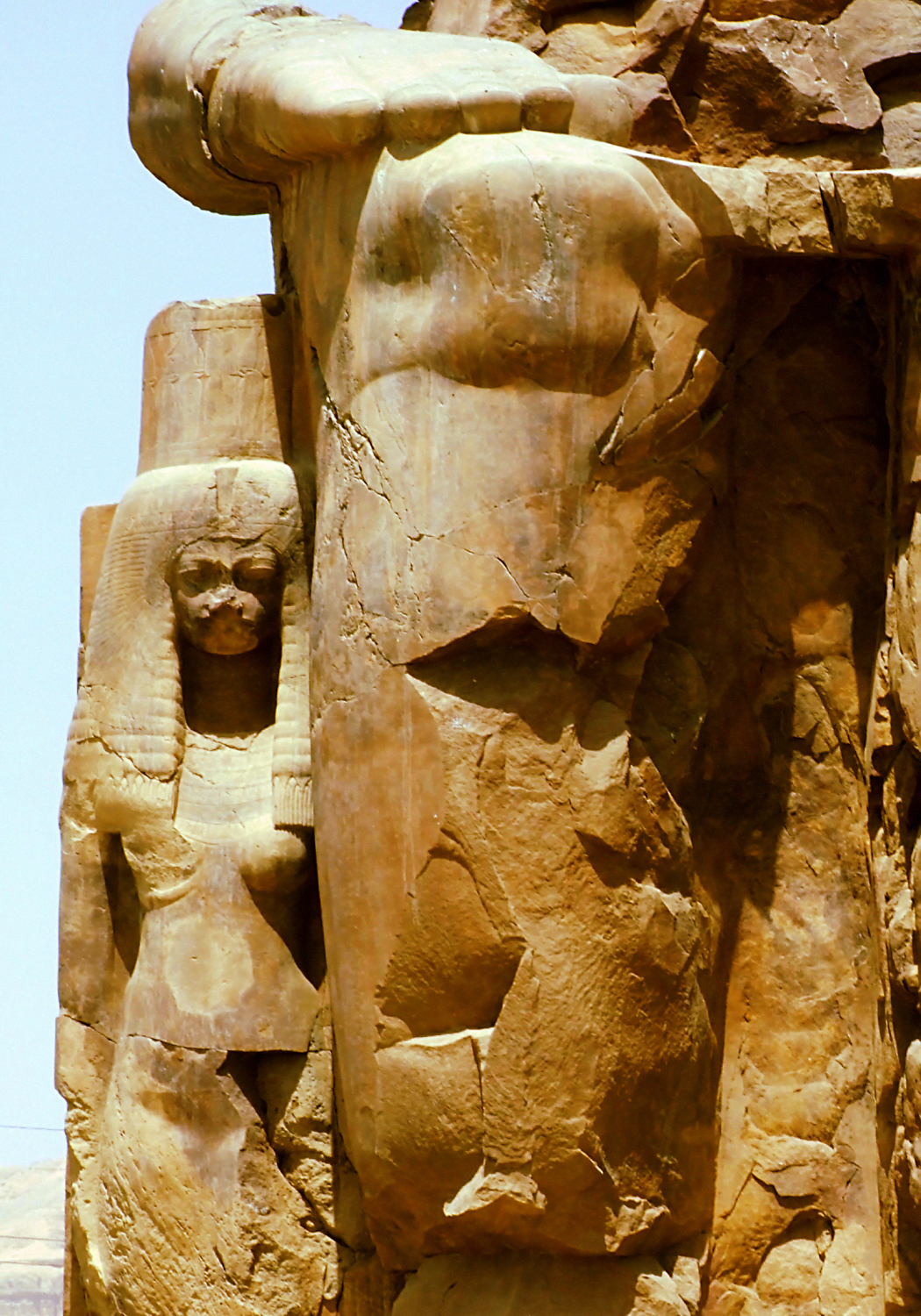
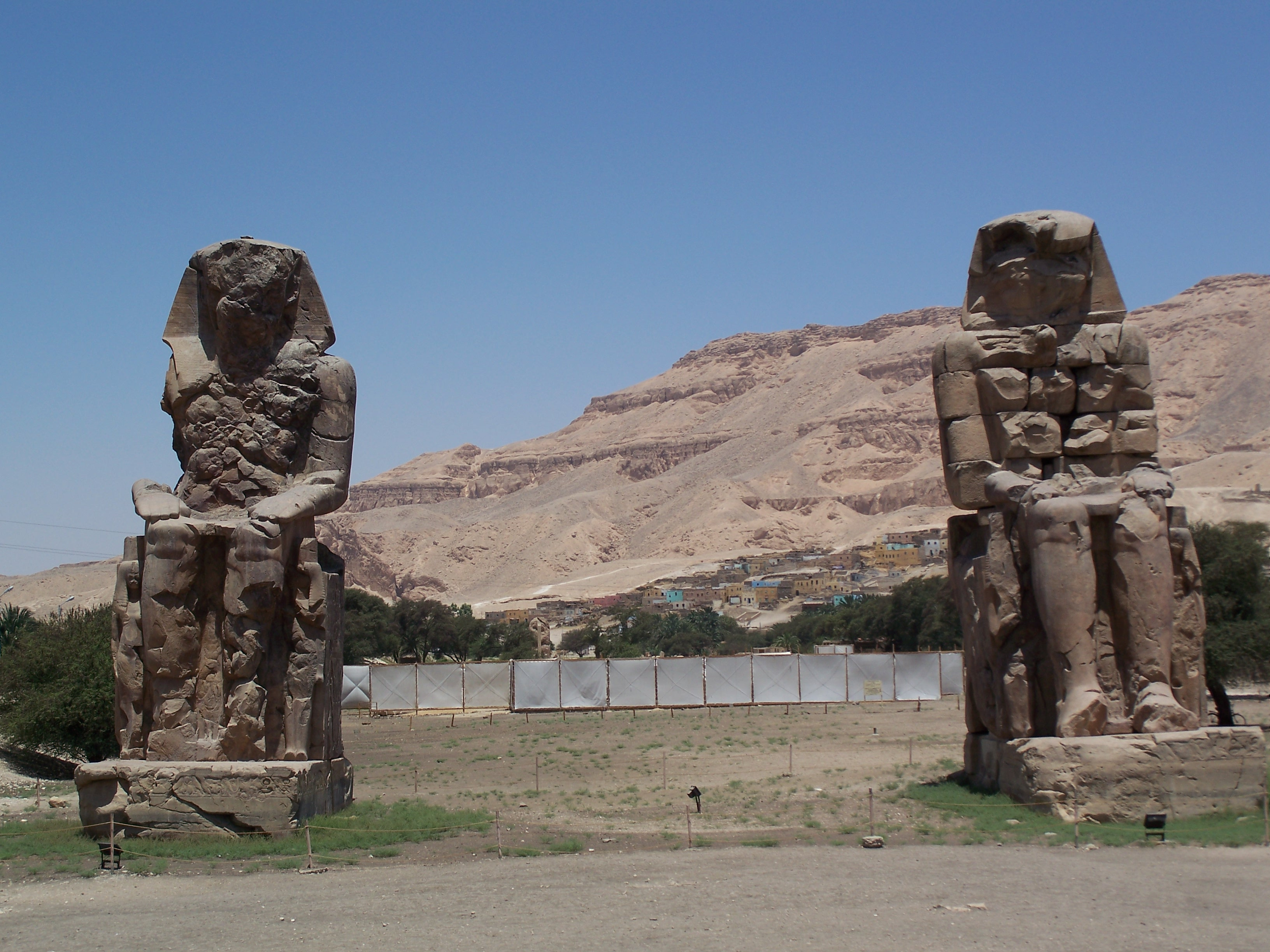
Amenhotep III's Sitting Colossi
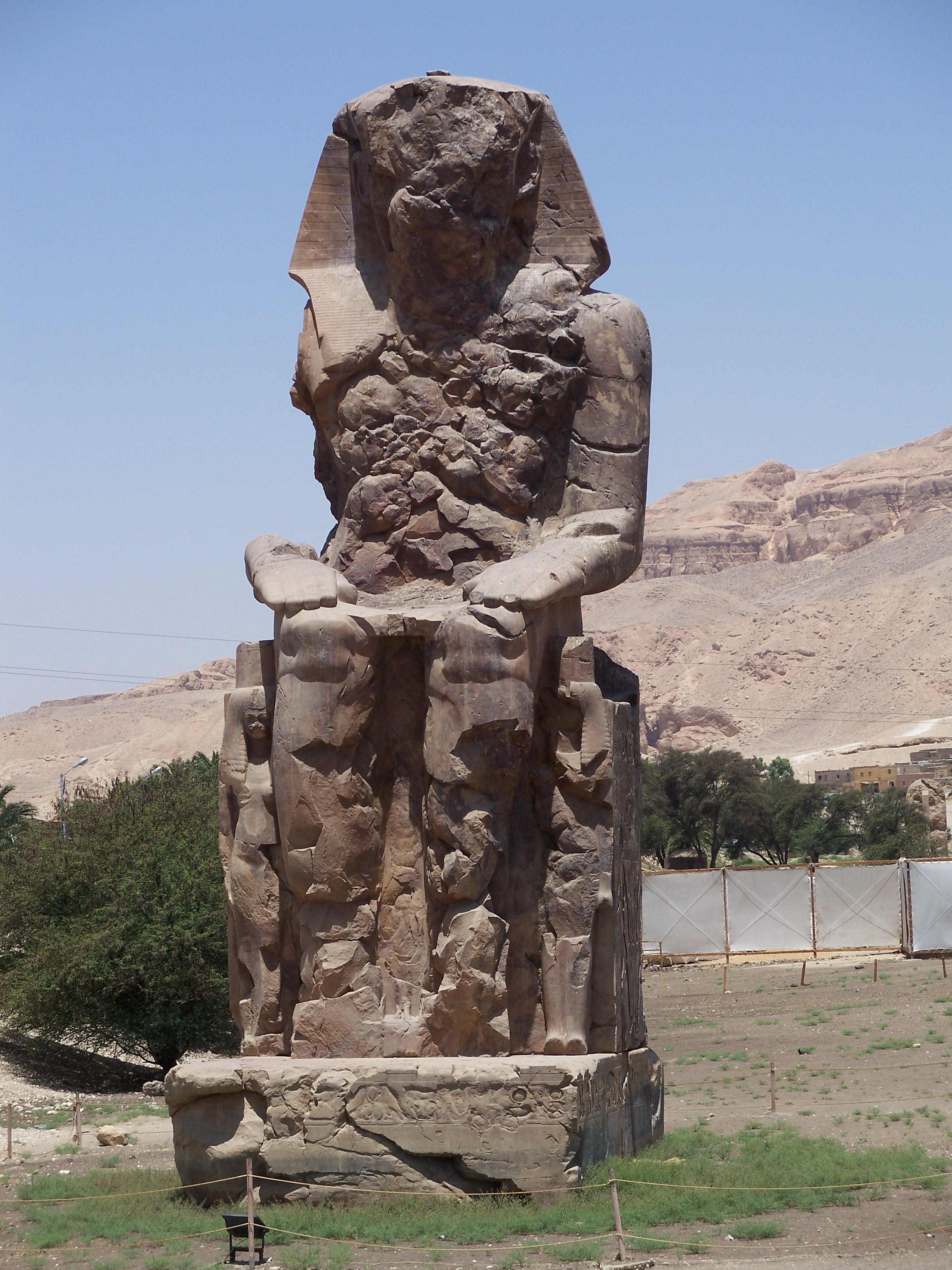
West (or South) Colossus of Memnon
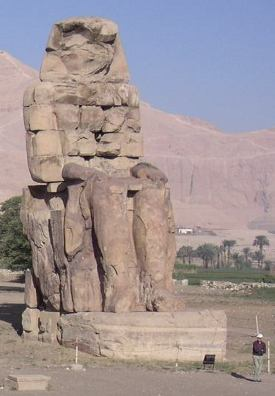
The East (or North) Colossus.
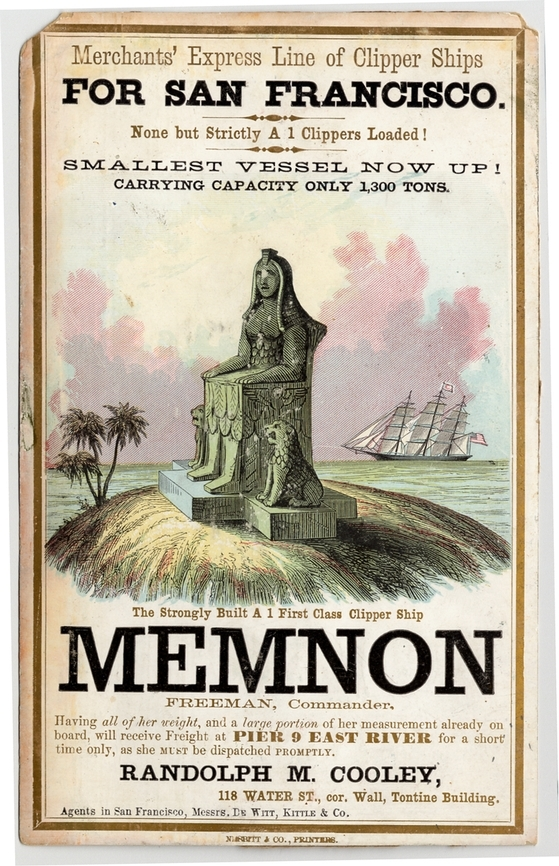
Clipper ship Memnon